# Lucky Man (The Verve)
Lucky Man is een nummer van de Britse rockband The Verve uit 1998. Het is de derde single van hun derde studioalbum Urban Hymns.
In een interview met BBC Radio 2 vertelde zanger Richard Ashcroft dat de relatie met zijn vrouw diende als inspiratie voor het nummer. Hij beschouwt het als zijn favoriete nummer dat hij ooit heeft geschreven. "Lucky Man" werd een hit in het Verenigd Koninkrijk, waar het de 7e positie bereikte. In Nederland deed de plaat niets in de hitlijsten, terwijl het in Vlaanderen op de 17e positie in de Tipparade terechtkwam.

## Tracklijst
- CD1

1. "Lucky Man"
2. "Never Wanna See You Cry"
3. "History"

CD2
1. "Lucky Man"
2. "MSG"
3. "The Longest Day"
4. "Lucky Man (Happiness More or Less)"